# Star Wars: Knights of the Old Republic
Star Wars: Knights of the Old Republic (publicat com a “Caballeros de la antigua república” en espanyol) abreviat com a KotOR és un còmic publicat per Dark Horse Comics en 2006, de sèrie mensual. Està situat vuit anys abans del primer joc en la mateixa línia temporal dels videojocs del mateix nom. El còmic, guionitzat per John Jackson Miller, autor també de les novel·les Star Wars: Kenobi i Star Wars: Knight Errant i Star Wars: A New Dawn, una preqüela de la sèrie de televisió d'animació 3D CGI Star Wars Rebels, i compta amb cinquanta capítols.

## Sinopsi
La història se situa al 3.948 BBY (3.948 anys abans de la primera pel·lícula). Zayne Carrick, un jove Padawan de l'acadèmia jedi de Taris li donen l'última oportunitat per a capturar un contrabandista Snivvia conegut com a Marn Hierogryph o “Gryph” i ser promogut com a cavaller jedi en una cerimònia eixe mateix dia. Després de molts inconvenients en el camí, aconsegueix capturar a Gryph, però arriba tard a la graduació, motiu pel qual no té temps de deixar a Gryph a càrrec de ningú i el porta fins al temple. Quan Zayne aplega a la cerimònia, descobreix als mestres jedi, matant als Padawans. Zayne escapa de l'escena amb Gryph. Zayne és acusat pels mestres d'haver assassinat als seus companys, i per això Zayne ha d'aprendre com és la vida d'un renegat en Gryph com a mentor, per a netejar el seu nom i la raó per la qual els seus mestres assassinaren als seus companys

## Personatges
Zayne CarrickUn jove padawan que entrena en l'acadèmia de Taris. A Zayne no li ix mai res bé, no té sort i és un perill públic, però intenta sempre fer lo millor i ajudar altres persones com pot. Va ser acusat d'assassinar als seus companys i va haver de fugir de Taris a una galàxia en guerra contra els Mandalorians.
Marn "Gryph" HierogryphUn contrabandista Snivvia, el seu somni és ser un gran criminal però els seus crims normalment no tenen tanta repercussió comparats en altres notícies de la galàxia. Gryph està molt lluny de ser un assassí sense cor i mostra compassió quan deixa a Zayne, qui viatja amb ell. Li diu a Zayne “Intern Jedi”, però més endavant, quan comencen a treballar junts es refereix a ell com a “Sequaç”.
JaraelUna Hibrida Akraniana, el seu nom de naixement és Edessa, li va ser donat pels seus pares però ella no ho recorda. Era la protectora d'un mecànic que coneixia com a “Acampador” abans i durant les guerres Mandalorianes.
Gorman VandraykTreballava per a la companyia Akraniana Adascorp, al càrrec d'un projecte denominat “Projecte collita negra”, quan es va adonar d'allò que volia fer Adascorp en el projecte, va escapar, doncs ell era l'únic en la galàxia que podia acabar el projecte, es va amagar en Taris, en una nau de ferralla denominada “Últim recurs”.
ChantiqueÉs una Zeltron sensible a la força, membre d'una organització esclavista denominada Crisol. És la Nemesis de Jarael
DemagolDoctor Demagol, era un Científic Mandaloria, que experimentava amb jedi capturats per entendre la força i replicar-la en els Mandalorians o negar-la als enemics, però no funcionà, i quan l'estació espacial Flashpoint cau en mans dels jedi, ell és capturat i jutjat pels seus crims contra els jedi.

## Capítols
- Knights of the Old Republic #0: Crossroads
- Knights of the Old Republic #1: Commencement, Part 1
- Knights of the Old Republic #2: Commencement, Part 2
- Knights of the Old Republic #3: Commencement, Part 3
- Knights of the Old Republic #4: Commencement, Part 4
- Knights of the Old Republic #5: Commencement, Part 5
- Knights of the Old Republic #6: Commencement, Part 6
- Knights of the Old Republic #7: Flashpoint, Part 1
- Knights of the Old Republic #8: Flashpoint, Part 2
- Knights of the Old Republic #9: Flashpoint Interlude: Homecoming
- Knights of the Old Republic #10: Flashpoint, Part 3
- Knights of the Old Republic #11: Reunion, Part 1
- Knights of the Old Republic #12: Reunion, Part 2
- Knights of the Old Republic #13: Days of Fear, Part 1
- Knights of the Old Republic #14: Days of Fear, Part 2
- Knights of the Old Republic #15: Days of Fear, Part 3
- Knights of the Old Republic #16: Nights of Anger, Part 1
- Knights of the Old Republic #17: Nights of Anger, Part 2
- Knights of the Old Republic #18: Nights of Anger, Part 3
- Knights of the Old Republic #19: Daze of Hate, Part 1
- Knights of the Old Republic #20: Daze of Hate, Part 2
- Knights of the Old Republic #21: Daze of Hate, Part 3
- Knights of the Old Republic #22: Knights of Suffering, Part 1
- Knights of the Old Republic #23: Knights of Suffering, Part 2
- Knights of the Old Republic #24: Knights of Suffering, Part 3
- Knights of the Old Republic #25: Vector, Part 1
- Knights of the Old Republic #26: Vector, Part 2
- Knights of the Old Republic #27: Vector, Part 3
- Knights of the Old Republic #28: Vector, Part 4
- Knights of the Old Republic #29: Exalted, Part 1
- Knights of the Old Republic #30: Exalted, Part 2
- Knights of the Old Republic #31: Turnabout
- Knights of the Old Republic #32: Vindication, Part 1
- Knights of the Old Republic #33: Vindication, Part 2
- Knights of the Old Republic #34: Vindication, Part 3
- Knights of the Old Republic #35: Vindication, Part 4
- Knights of the Old Republic #36: Prophet Motive, Part 1
- Knights of the Old Republic #37: Prophet Motive, Part 2
- Knights of the Old Republic #38: Faithful Execution
- Knights of the Old Republic #39: Dueling Ambitions, Part 1
- Knights of the Old Republic #40: Dueling Ambitions, Part 2
- Knights of the Old Republic #41: Dueling Ambitions, Part 3
- Knights of the Old Republic #42: Masks
- Knights of the Old Republic #43: The Reaping, Part 1
- Knights of the Old Republic #44: The Reaping, Part 2
- Knights of the Old Republic #45: Destroyer, Part 1
- Knights of the Old Republic #46: Destroyer, Part 2
- Knights of the Old Republic #47: Demon, Part 1
- Knights of the Old Republic #48: Demon, Part 2
- Knights of the Old Republic #49: Demon, Part 3
- Knights of the Old Republic #50: Demon, Part 4